# Craig House (Angus)
Craig House, auch House of the Craigs, ist ein Herrenhaus nahe der schottischen Kleinstadt Montrose in der Council Area Angus. 1971 wurde das Bauwerk in die schottischen Denkmallisten in der höchsten Denkmalkategorie A aufgenommen. Der ehemalige Torbogen, welcher die Einfahrt zu dem Außenhof markierte, ist separat als Kategorie-A-Bauwerk klassifiziert. 2006 wurden die Außenanlagen in das Inventory of Gardens and Designed Landscapes in Scotland aufgenommen.

## Beschreibung
Das Herrenhaus wurde im Jahre 1637 am Standort des aus dem 16. Jahrhundert stammenden Wehrbaus Craig Castle errichtet. Das Fundament von Craig Castle sowie einige Fragmente wurden in die Struktur von Craig House integriert. Im Laufe des 19. Jahrhunderts wurde das Bauwerk überarbeitet.
Craig House steht rund 1,5 km südwestlich von Montrose nahe dem Südufer des Montrose Bassins. Das zweistöckige Gebäude weist einen L-förmigen Grundriss auf. Es nimmt die Nord- und Westseite des ehemaligen Craig Castle ein, das einen Innenhof umschloss. Das Baujahr ist auf einer Platte oberhalb der Eingangstüre an der Ostfassade des Westflügels hinterlegt.
Der als Fragmente der Außenbefestigung erhaltene Torbogen befindet sich südlich des Herrenhauses. Er stammt aus dem 16. Jahrhundert. Sein Mauerwerk besteht aus Bruchstein mit Natursteindetails. Der Bogen ist mit einem zinnenbewehrten Wehrgang ausgeführt. Fragmente von runden Wehrtürmen flankieren das Tor.